# Kabinett Piñera II
Mit dem Begriff Kabinett Piñera II wird die zwischen dem 11. März 2018, dem Tag ihrer Vereidigung, und dem 11. März 2022 unter Präsident Sebastián Piñera amtierende chilenische Regierung bezeichnet.

## Minister
| Ressort bzw. Amt                                                     | Amtsinhaber                | Amtsinhaber                                                              | Partei     |
| -------------------------------------------------------------------- | -------------------------- | ------------------------------------------------------------------------ | ---------- |
| Präsident                                                            | Sebastián Piñera           | Sebastián Piñera                                                         | RN         |
| Ministerium des Inneren                                              |                            | Andrés Chadwick Bis 28. Oktober 2019                                     | UDI        |
| Ministerium des Inneren                                              | Gonzalo Blumel             | Gonzalo Blumel Mac-Iver Ab 28. Oktober 2019 bis 28. Juli 2020            | EVOP       |
| Ministerium des Inneren                                              | Víctor Pérez Varela        | Víctor Pérez Varela Ab 28. Juli 2020 bis 3. November 2020                | UDI        |
| Ministerium des Inneren                                              |                            | Rodrigo Delgado Ab 4. November 2020                                      | UDI        |
| Außenministerium                                                     | Roberto Ampuero            | Roberto Ampuero Espinoza Ab 11. März 2018 bis 13. Juni 2019              | EVOP       |
| Außenministerium                                                     | Teodoro Ribera             | Teodoro Ribera Neumann Ab 13. Juni 2019 bis 28. Juli 2020                | RN         |
| Außenministerium                                                     | Andrés Allamand            | Andrés Allamand Zavala Ab 28. Juli 2020                                  | RN         |
| Verteidigungsministerium                                             | Alberto Espina             | Alberto Espina Otero Ab 11. März 2018 bis 28. Juli 2020                  | RN         |
| Verteidigungsministerium                                             | Mario Desbordes            | Mario Desbordes Jiménez Ab 28. Juli 2020 bis 17. Dezember 2020           | RN         |
| Verteidigungsministerium                                             |                            | Baldo Prokurica Ab 18. Dezember 2020                                     | RN         |
| Finanzministerium                                                    | Felipe Larraín             | Felipe Larraín Bascuñán Ab 11. März 2018 bis 28. Oktober 2019            | unabhängig |
| Finanzministerium                                                    | Ignacio Briones            | Ignacio Briones Rojas Ab 28. Oktober 2019 bis 26. Januar 2021            | EVOP       |
| Finanzministerium                                                    |                            | Rodrigo Cerda Ab 26. Januar 2021                                         | unabhängig |
| Präsidialamt                                                         | Gonzalo Blumel             | Gonzalo Blumel Mac-Iver Ab 11. März 2018 bis 28. Oktober 2019            | EVOP       |
| Präsidialamt                                                         | Felipe Ward                | Felipe Ward Edwards Ab 28. Oktober 2019 bis 4. Juni 2020                 | UDI        |
| Präsidialamt                                                         | Claudio Alvarado           | Claudio Alvarado Andrade Ab 4. Juni 2020 bis 28. Juli 2020               | UDI        |
| Präsidialamt                                                         | Cristián Monckeberg        | Cristián Monckeberg Bruner Ab 28. Juli 2020 bis 6. Januar 2021           | RN         |
| Präsidialamt                                                         |                            | Juan José Ossa Ab 6. Januar 2021                                         | RN         |
| Regierungsamt                                                        | Cecilia Pérez Jara         | Cecilia Pérez Jara Ab 11. März 2018 bis 28. Oktober 2019                 | RN         |
| Regierungsamt                                                        | Karla Rubilar              | Karla Rubilar Barahona Ab 28. Oktober 2019 bis 28. Juli 2020             | unabhängig |
| Regierungsamt                                                        | Jaime Bellolio             | Jaime Bellolio Avaria Ab 28. Juli 2020                                   | UDI        |
| Wirtschaftsministerium                                               | José Ramón Valente         | José Ramón Valente Vias Ab 11. März 2018 bis 13. Juni 2019               | unabhängig |
| Wirtschaftsministerium                                               | Juan Andrés Fontaine       | Juan Andrés Fontaine Talavera Ab 13. Juni 2019 bis 28. Oktober 2019      | unabhängig |
| Wirtschaftsministerium                                               | Lucas Palacios             | Lucas Palacios Covarrubias Ab 28. Oktober 2019                           | UDI        |
| Ministerium für soziale Entwicklung und Familie                      | Alfredo Moreno Charme      | Alfredo Moreno Charme Ab 11. März 2018 bis 13. Juni 2019                 | unabhängig |
| Ministerium für soziale Entwicklung und Familie                      | Sebastián Sichel Ramírez   | Sebastián Sichel Ramírez Ab 13. Juni 2019 bis 4. Juni 2020               | unabhängig |
| Ministerium für soziale Entwicklung und Familie                      | Cristián Monckeberg Bruner | Cristián Monckeberg Bruner Ab 4. Juni 2020 bis 28. Juli 2020             | RN         |
| Ministerium für soziale Entwicklung und Familie                      | Karla Rubilar              | Karla Rubilar Barahona Ab 28. Juli 2020                                  | unabhängig |
| Bildungsministerium                                                  | Gerardo Varela             | Gerardo Varela Alfonso Ab 11. März 2018 bis 9. August 2018               | unabhängig |
| Bildungsministerium                                                  | Marcela Cubillos           | Marcela Cubillos Sigall Ab 9. August 2018 bis 28. Februar 2020           | UDI        |
| Bildungsministerium                                                  | Raúl Figueroa Salas        | Raúl Figueroa Salas Ab 28. Februar 2020                                  | unabhängig |
| Ministerium für Justiz und Menschenrechte                            | Hernán Larraín Fernández   | Hernán Larraín Fernández Ab 11. März 2018                                | UDI        |
| Ministerium für Arbeit                                               | Nicolás Monckeberg         | Nicolás Monckeberg Díaz Ab 11. März 2018 bis 28. Oktober 2019            | RN         |
| Ministerium für Arbeit                                               | María José Zaldivar        | María José Zaldívar Larraín Ab 28. Oktober 2019 bis 7. April 2021        | unabhängig |
| Ministerium für Arbeit                                               |                            | Patricio Melero Abaroa Ab 7. April 2021                                  | UDI        |
| Ministerium für öffentliche Bauten                                   | Juan Andrés Fontaine       | Juan Andrés Fontaine Talavera Ab 11. März 2018 bis 13. Juni 2019         | unabhängig |
| Ministerium für öffentliche Bauten                                   | Alfredo Moreno Charme      | Alfredo Moreno Charme Ab 13. Juni 2019                                   | unabhängig |
| Gesundheitsministerium                                               | Emilio Santelices          | Emilio Santelices Cuevas Ab 11. März 2018 bis 13. Juni 2019              | unabhängig |
| Gesundheitsministerium                                               | Jaime Mañalich             | Jaime Mañalich Muxi Ab 13. Juni 2019 bis 13. Juni 2020                   | unabhängig |
| Gesundheitsministerium                                               | Enrique Paris              | Enrique Paris Mancilla Ab 13. Juni 2020                                  | unabhängig |
| Ministerium für Wohnungsbau und Stadtentwicklung                     | Cristián Monckeberg        | Cristián Monckeberg Bruner Ab 11. März 2018 bis 4. Juni 2020             | RN         |
| Ministerium für Wohnungsbau und Stadtentwicklung                     | Felipe Ward                | Felipe Ward Edwards 4. Juni 2020                                         | UDI        |
| Landwirtschaftsministerium                                           | Antonio Walker             | Antonio Walker Prieto Ab 11. März 2018 bis 6. Januar 2021                | unabhängig |
| Landwirtschaftsministerium                                           |                            | María Emilia Undurraga Ab 6. Januar 2021                                 | EVOP       |
| Ministerium für Bergbau                                              | Baldo Prokurica            | Baldo Prokurica Prokurica Ab 11. März 2018 bis 17. Dezember 2020         | RN         |
| Ministerium für Bergbau                                              |                            | Juan Carlos Jobet Ab 17. Dezember 2020                                   | unabhängig |
| Ministerium für Verkehr und Telekommunikation                        | Gloria Hutt                | Gloria Hutt Hesse Ab 11. März 2018                                       | EVOP       |
| Ministerium für öffentliche Güter                                    | Felipe Ward                | Felipe Ward Edwards Ab 11. März 2018 bis 28. Oktober 2019                | UDI        |
| Ministerium für öffentliche Güter                                    | Julio Isamit               | Julio Isamit Díaz Ab 28. Oktober 2019                                    | UDI        |
| Ministerium für Energie                                              | Susana Jiménez Schuster    | Susana Jiménez Schuster Ab 11. März 2018 bis 13. Juni 2019               | unabhängig |
| Ministerium für Energie                                              | Juan Carlos Jobet          | Juan Carlos Jobet Eluchans Ab 13. Juni 2019                              | unabhängig |
| Umweltbehörde                                                        | Marcela Cubillos           | Marcela Cubillos Sigall Ab 11. März 2018 bis 9. August 2018              | UDI        |
| Umweltbehörde                                                        | Carolina Schmidt           | Carolina Schmidt Zaldívar Ab 9. August 2018 bis 22. November 2021        | unabhängig |
| Umweltbehörde                                                        |                            | Javier Naranjo Solano Ab 22. November 2021                               | unabhängig |
| Ministerium für Sport                                                | Pauline Kantor             | Pauline Kantor Pupkin Ab 11. März 2018 bis 28. Oktober 2019              | EVOP       |
| Ministerium für Sport                                                | Cecilia Pérez Jara         | Cecilia Pérez Jara Ab 28. Oktober 2019                                   | RN         |
| Nationale Behörde für Frauen und Gleichberechtigung                  | Isabel Plá                 | Isabel Plá Jarufe Ab 11. März 2018 bis 13. März 2020                     | UDI        |
| Nationale Behörde für Frauen und Gleichberechtigung                  | Carolina Cuevas Merino     | Carolina Cuevas Merino (übergangsweise) Ab 13. März 2020 bis 6. Mai 2020 | RN         |
| Nationale Behörde für Frauen und Gleichberechtigung                  | Macarena Santelices Cañas  | Macarena Santelices Cañas Ab 6. Mai 2020 bis 9. Juni 2020                | UDI        |
| Nationale Behörde für Frauen und Gleichberechtigung                  | Mónica Zalaquett           | Mónica Zalaquett Said Ab 9. Juni 2020                                    | UDI        |
| Kulturministerium                                                    | Alejandra Pérez            | Alejandra Pérez Lecaros Ab 11. März 2018 bis 9. August 2018              | unabhängig |
| Kulturministerium                                                    | Mauricio Rojas Mullor      | Mauricio Rojas Mullor Ab 9. August 2018 bis 13. August 2018              | unabhängig |
| Kulturministerium                                                    | Consuelo Valdés            | Consuelo Valdés Chadwick Ab 13. August 2018                              | unabhängig |
| Ministerium für Wissenschaft, Technologie, Erkenntnis und Innovation | Andrés Couve               | Andrés Couve Correa Ab 17. Dezember 2018                                 | unabhängig |